# Zeli Fritsche
Zeli Fritsche conhecida como Zeli (Ituporanga, Santa Catarina, 13 de julho de 1962) é uma odontóloga e política brasileira, filiada ao União Brasil.
Nas eleições de 2022, foi eleita deputada estadual em Goiás com 20.967 votos (0,61% dos votos válidos). anteriormente foi vice-prefeita de Valparaíso de Goiás entre 2017 e 2023.